# Masahiro Sekita
Masahiro Sekita (jap. 関田誠大 Sekita Masahiro; ur. 20 listopada 1993 w Kōtō) – japoński siatkarz, grający na pozycji rozgrywającego, reprezentant Japonii.

## Sukcesy klubowe
Mistrzostwo Japonii:
- 2018[5]
- 2016, 2025[6]

Puchar Cesarza:
- 2017

## Sukcesy reprezentacyjne
Mistrzostwa Azji Juniorów:
- 2012

Mistrzostwa Azji:
- 2023[7]
- 2019[8]

Liga Narodów:
- 2024[9]
- 2023[10]

## Nagrody indywidualne
- 2012: MVP Mistrzostw Azji Juniorów